# Vytautas Žalakevičius
Vytautas Žalakevičius (ur. 14 kwietnia 1930 w Kownie, zm. 12 listopada 1996 w Wilnie) – litewski reżyser i scenarzysta filmowy, tworzący w czasach Związku Radzieckiego. Uważany za najwybitniejszego twórcę kinematografii litewskiej w XX w.

## Wybrana filmografia

### Reżyser
- 1992: Bestia wychodząca z morza
- 1987: Niedziela w piekle
- 1982: Przepraszam
- 1981: Opowieść nieznanego człowieka
- 1972: Wspaniale słowo - wolność
- 1965: Nikt nie chciał umierać
- 1963: Kronika jednego dnia
- 1959: Żywi bohaterowie
- 1959: Adam chce być człowiekiem

### Scenarzysta
- 1987: Niedziela w piekle
- 1982: Przepraszam
- 1981: Fakt
- 1981: Opowieść nieznanego człowieka
- 1972: Wspaniale słowo - wolność
- 1969: Niech żyje życie!
- 1968: Uczucia
- 1965: Nikt nie chciał umierać
- 1963: Kronika jednego dnia
- 1959: Żywi bohaterowie
- 1959: Adam chce być człowiekiem

## Nagrody i odznaczenia
- Nagroda Leninowskiego Komsomołu
- Nagroda Państwowa ZSRR
- Zasłużony Działacz Sztuk Litewskiej SRR[1]